# Haselund
Haselund est une commune allemande de l'arrondissement de Frise-du-Nord, Land de Schleswig-Holstein.

## Géographie
La commune comprend les villages de Haselund, Brook et Kollund.
|          | Löwenstedt |            |
| Norstedt | Haselund   | Sollwitt   |
|          | Viöl       | Behrendorf |

Haselund se trouve sur la Bundesstraße 200.